# Ромањаско (Верчели)
Ромањаско је насеље у Италији у округу Верчели, региону Пијемонт.
Према процени из 2011. у насељу је живело 44 становника. Насеље се налази на надморској висини од 528 м.